# 내가 반역자냐
내가 반역자냐는 한국에서 제작된 강범구 감독의 1968년 영화이다. 문정숙 등이 주연으로 출연하였고 박원석 등이 제작에 참여하였다.

## 출연

### 주연
- 문정숙
- 남궁원
- 이예춘

## 제작진
- 원작자: 소정자
- 조명: 김창석
- 미술: 김뢰균